# Heinz Müller (Maueropfer)

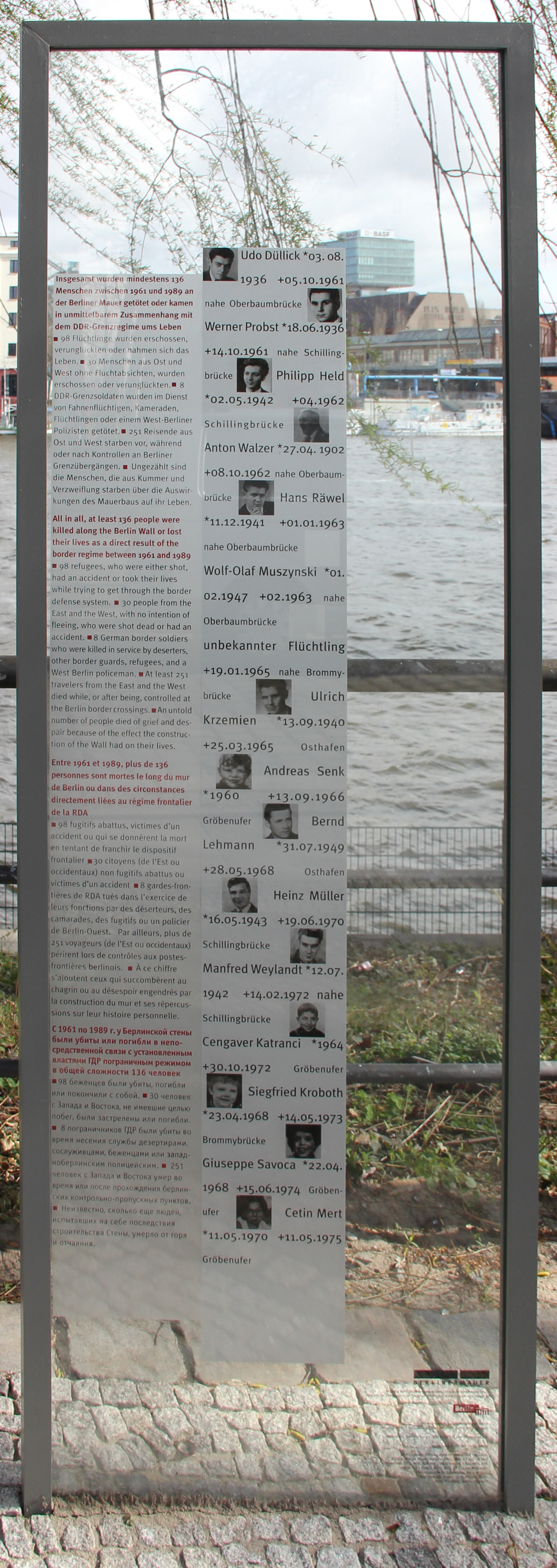
Gedenktafel am May-Ayim-Ufer, in Berlin-Kreuzberg

Heinz Müller (* 16. Mai 1943 in Rostock; † 19. Juni 1970 in Ost-Berlin) war einer der wenigen Westdeutschen, die als Mauerspringer an der Berliner Mauer erschossen wurden.

## Leben
Müller lebte und arbeitete als kaufmännischer Angestellter in West-Berlin.
Am Nachmittag des 18. Juni 1970 begab er sich auf ein Aussichtspodest in der Köpenicker Straße in Berlin-Kreuzberg, um über die Mauer zu schauen. Er hielt sich dort mehrere Stunden auf, trank aus einer Flasche, gestikulierte Richtung Ost-Berlin und rief Unverständliches.
Aus ungeklärten Gründen geriet er – absichtlich oder unabsichtlich – gegen 1:50 Uhr nachts auf die andere Seite der West-Berliner Mauerseite, d. h. in den Sperrstreifen. Desorientiert lief er in der Grenzanlage umher, dann schoss ein Wachposten der Grenztruppen der DDR mit zwei Feuerstößen auf ihn. Eine der Kugeln durchschlug Müllers Hüfte. Er verstarb gegen 4:50 Uhr im Krankenhaus der Volkspolizei. Der Leichnam wurde von den Behörden der DDR eingeäschert und beigesetzt, wobei auf dem Totenschein für Müller eine DDR-Adresse angegeben wurde. Die beteiligten Grenzposten wurden mit Sachprämien und Sonderurlaub beschenkt, der Schütze belobigt und mit dem Leistungsabzeichen der Grenztruppen ausgezeichnet. Keiner der Beteiligten erfuhr vom Tode Müllers.
Auf West-Berliner Seite wurde eine Suchaktion gestartet, nachdem ihn Arbeitskollegen und seine Pflegeeltern als vermisst meldeten. Die Umstände seines Todes konnten erst nach der Wende 1991 aufgeklärt werden. Vorher fürchtete der Pflegevater, Müller sei in Ost-Berlin verhaftet worden, was DDR-Stellen jedoch dementierten.
Im November 1991 erhob die Staatsanwaltschaft Anklage gegen den Todesschützen. Am 28. Oktober 1992 (nach Revision rechtskräftig am 19. April 1994) wurde er zu einer zweijährigen Jugendstrafe auf Bewährung verurteilt.